# Topologie geospațială
Topologia geospațială studiază regulile referitoare la relațiile dintre puncte, linii și poligoane care reprezinta caracteristicile unei regiuni geografice. De exemplu, în cazul în care două poligoane reprezintă județe adiacente, regulile topologice tipice ar necesita ca județele să aibă în comun o graniță comună fără lipsuri și fără suprapuneri. Similar, ar fi un nonsens să se permită doua poligoane care reprezentând lacuri să se suprapună. 
În reprezentările rețelei și grafului este vorba despre obiecte topologice precum fețele, muchiile și nodurile. 
Cartea albă ESRI Topologia GIS, explică faptul că operațiunile de topologie sunt utilizate pentru a gestiona geometria comună, pentru a defini și a impune regulile de integritate a datelor, pentru a susține interogări de relații topologice și navigare, pentru a construi forme mai complexe, cum ar fi poligoane, de la cele primitive, cum ar fi liniile. Fișă de lucru GIS pentru educatori la Linfiniti  explică suplimentar detectarea și corectarea erorilor de digitalizare și efectuarea analizei rețelei. Corecția topologică a erorilor este explicată mai detaliat într-o lucrare de către Ubeda și Egenhofer. 
Spre deosebire de GML, topologiile nu sunt direct reprezentate în fișierele de formă ESRI care stochează obiecte geometrice individuale în mod izolat. Prelucrarea topologică poate fi, totuși, realizată în software-ul GIS, cum ar fi GRASS GIS  sau QGIS  sau, în principiu, ar putea fi aplicată utilizând constrângeri de integritate într-un SGBD activat GIS, cum ar fi PostGIS. Cu toate acestea, după cum explică Riedemann (2004),  operatorii topologici sunt în mod inerent complecși, iar implementarea lor necesită îngrijire cu respectarea standardelor. 
Oracle și PostGIS oferă operatorilor topologici fundamentali care permit aplicațiilor să testeze „relațiile cum ar fi: în interior, acoperite, acoperite de, atingere și suprapunere cu limitele care se intersectează”.   Spre deosebire de documentația PostGIS, documentația Oracle face o distincție între „relațiile topologice [care] rămân constante atunci când spațiul coordonatelor este deformat, cum ar fi prin răsucire sau întindere” și „relații care nu sunt topologice [care] includ lungimea, distanța dintre și zona din. " Acești operatori sunt folosiți de aplicații pentru a se asigura că seturile de date sunt stocate și procesate într-un mod topologic corect. 